# Z (símbol de propaganda)
La lletra Z, tot i el fet de no pertànyer a l'alfabet ciríl·lic, és un dels elements simbòlics més significatius de la propaganda russa per a atiar el nacionalisme rus arran de la invasió d'Ucraïna del 2022. Aquesta lletra va fer la seva aparició d'ençà dels primers dies de la guerra als tancs i vehicles de l'exèrcit invasor el 24 de febrer del 2022. Posteriorment, a conseqüència de la seva popularització i generalització al si de la societat russa, s'ha integrat a diverses locucions com ara за победу! ("cap a la victòria), fins i tot escrit Zа победу!, o uns quants dies després amb за мир ("cap a la pau") i за правду ("cap a la veritat"). També s'ha inclòs en diverses paraules angleses com ara denaZification o demilitariZation.
El 5 de març, el jove gimnasta rus Ivan Kuliak, que obtingué la medalla de bronze a la Copa del Mon de gimnàstica artística a Doha (Qatar) va pujar al podi amb la lletra Z enganxada a la samarreta, essent el primer esportista a manifestar la seva adhesió a la retòrica bèl·lica russa.
A partir del 8 de març el símbol ha estat prohibit a diversos països i regions que l'assimilen a l'esvàstica nazi com ara a Txèquia, i a diversos länder d'Alemanya. Els governs del Kazakhstan i el Kirguizstan han promulgat lleis que veden l'exhibició pública del símbol «Z» als vehicles. A finals del mateix mes, el 31 de març, el parlament letó votà una prohibició similar a Letònia i més tard el 19 d'abril del 2022 el parlament lituà també va votar una disposició semblant foragitant l'ús d'aquest símbol de la societat, i alhora de la V.
La Z emprada com a propaganda de l'imperialisme rus es coneix igualment com a ezvàstica.

## Galeria fotogràfica

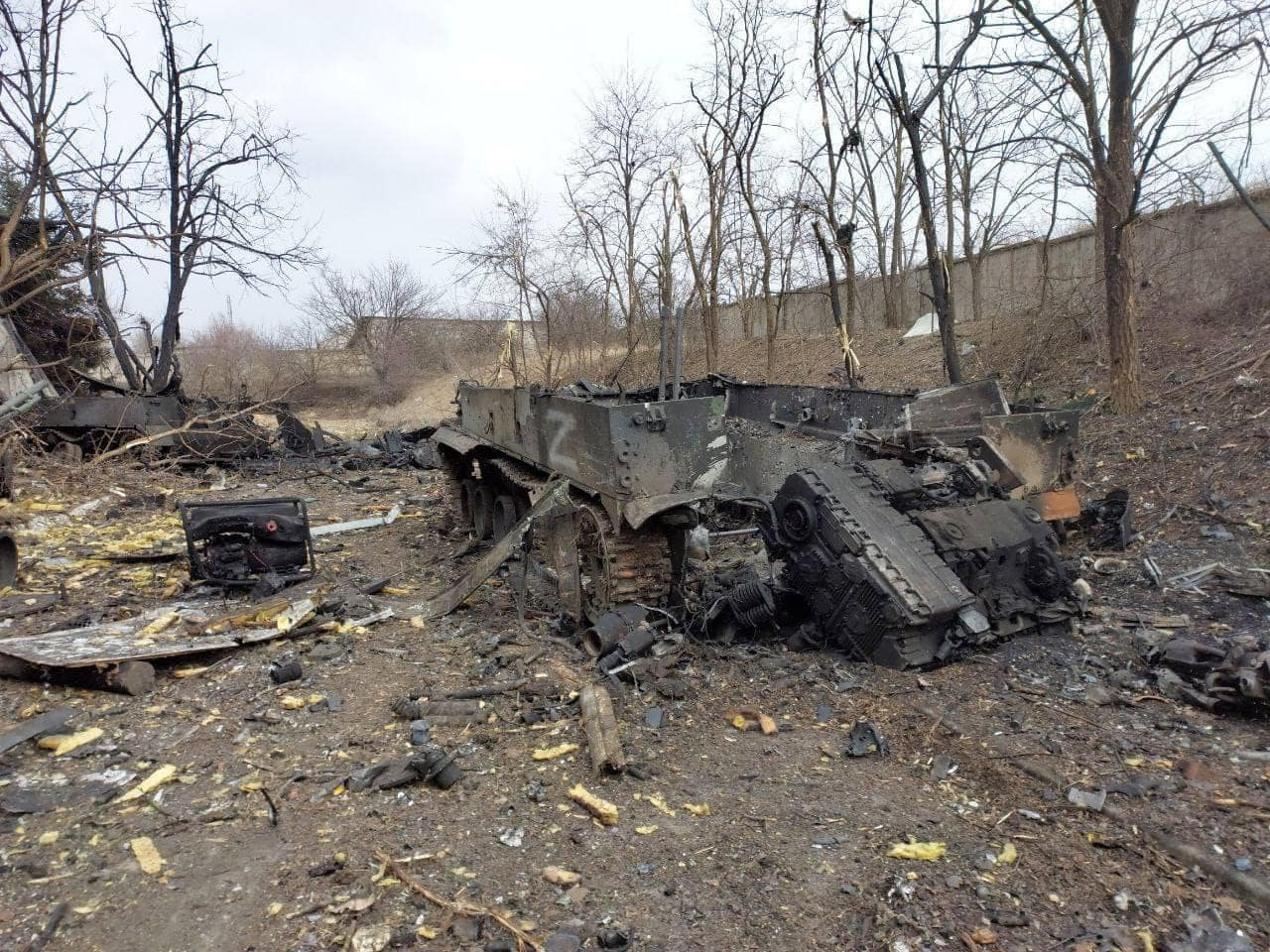
Tanc destruït a Mariúpol.
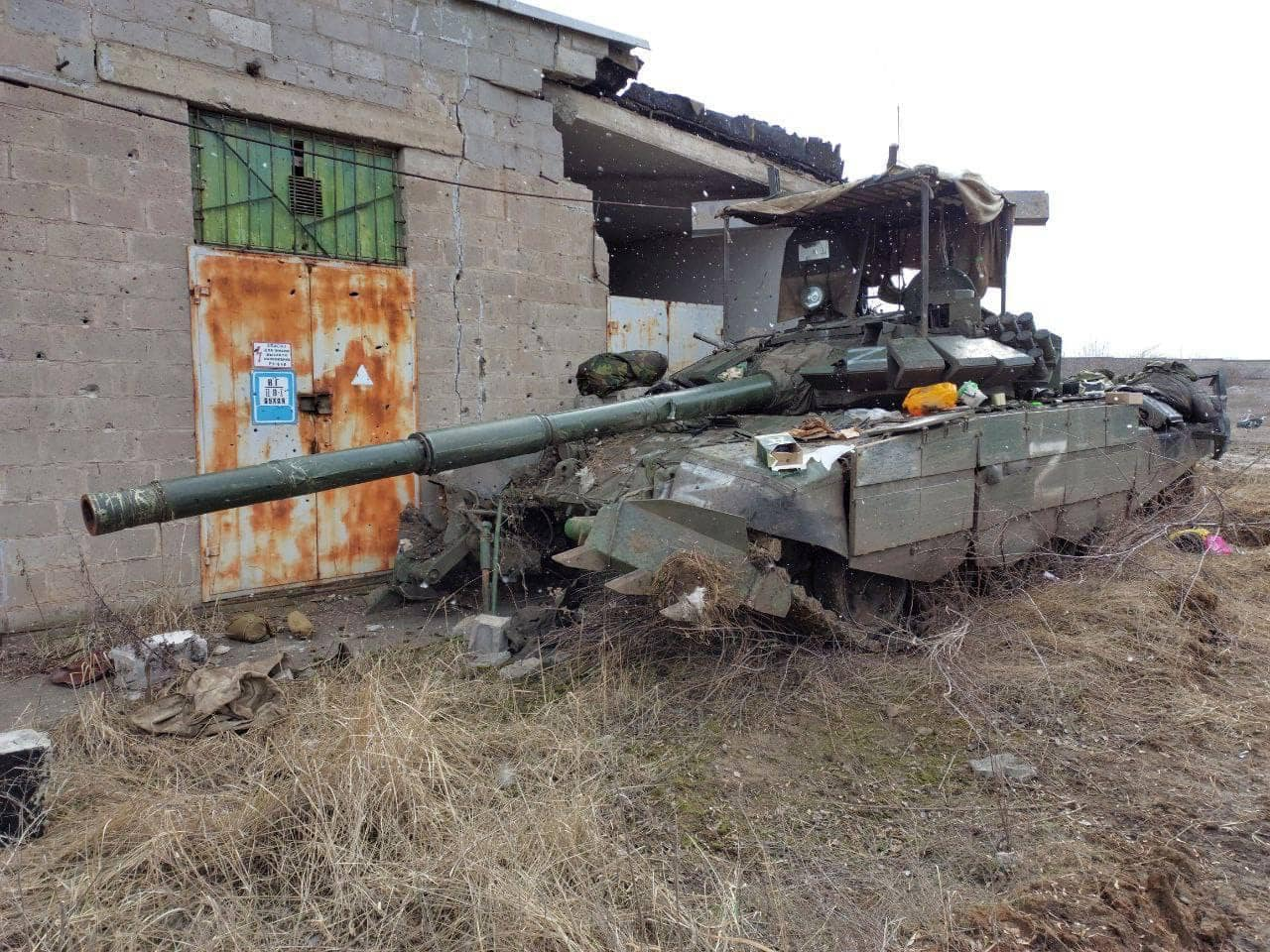
Un altre tanc destruït a la mateixa ciutat.
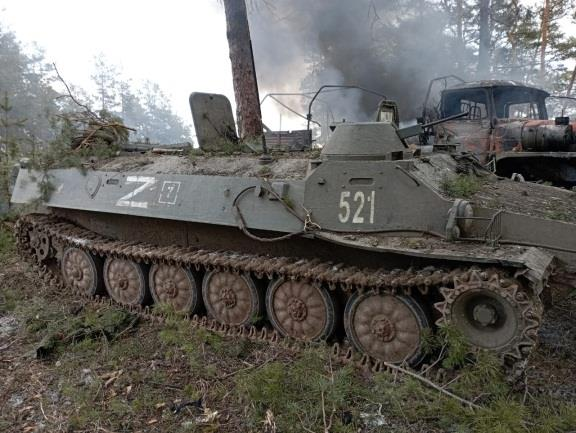
Un altre tanc eliminat amb l'ezvàstica.
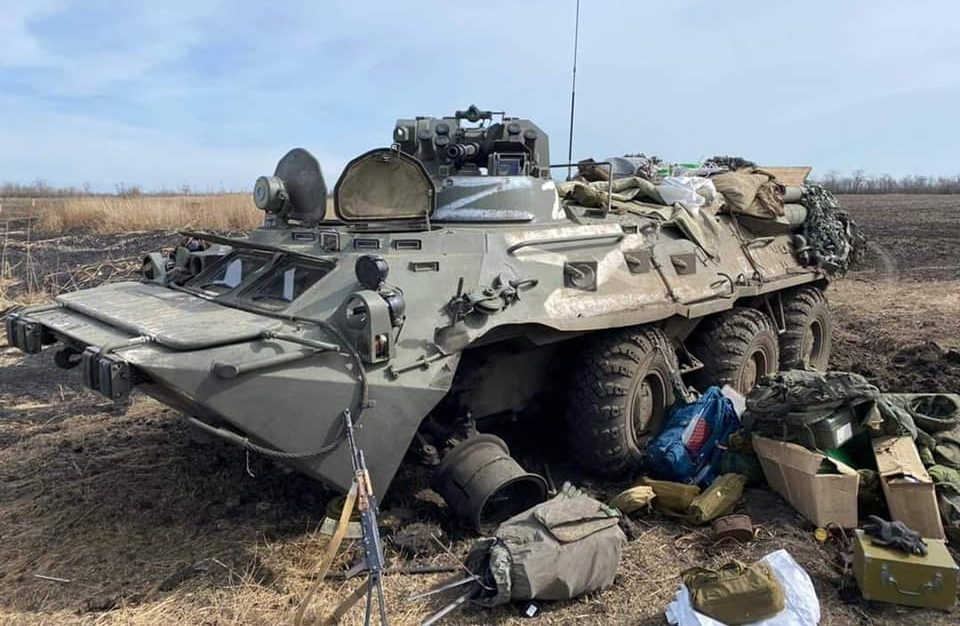
Tanc capturat per l'exèrcit ucraïnès